# Kopice (województwo zachodniopomorskie)
Kopice (do 1945 niem. Köpitz) – wieś w północno-zachodniej Polsce, położona w województwie zachodniopomorskim, w powiecie goleniowskim, w gminie Stepnica, nad Zalewem Szczecińskim, w Dolinie Dolnej Odry (podmokłe tereny łąkowe i sandry leśne), przy drodze łączącej Stepnicę z Czarnocinem. Kopice są siedzibą sołectwa.
Według danych z 31 grudnia 2009 r. wieś zamieszkiwały 143 osoby.

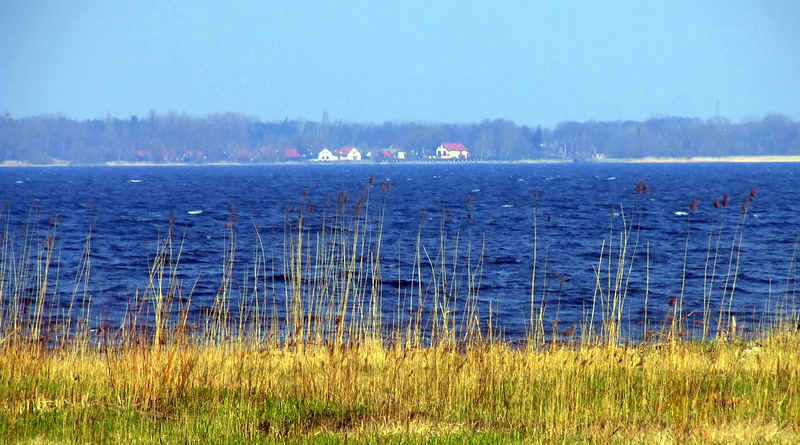
Kopice widok przez Zalew Szczeciński z okolic Trzebieży

Wieś tworzy nieregularny układ zabudowy, główna droga jest obsadzona wierzbami. Większość zabudowy mieszkalnej to budynki murowane z przełomu XIX i XX wieku. Rzadko można spotkać budynki wznoszone w technice ryglowej, z których większość uległa zniszczeniu podczas ostatniej wojny. Dużą część wsi stanowi również budownictwo współczesne – mieszkalne i wypoczynkowe. Również stare domy zostały w większej części przebudowane. Do zabytków należy murowany budynek dawnej szkoły z lat 20. XX wieku oraz dwa cmentarze: przykościelny i pomocniczy. Pierwszy jest całkowicie zatarty, znajduje się tam jedynie szpaler lip. Drugi jest lepiej widoczny (ślady nagrobków, ruiny kaplicy cmentarnej), znajduje się tam aleja lipowa oraz dęby. We wsi znajduje się również pomnik ofiar II wojny światowej. Kopice pełnią funkcję miejscowości wypoczynkowej. W północnej części wsi znajduje się „osiedle” domków letniskowych z lat 80. i 90. XX wieku. Nieopodal znajduje się czysta plaża i płytkie wody zalewu, sprzyjające uprawianiu pływania i windsurfingu. Nad wodą znajduje się przystań żeglarska, która jest wykorzystywana przez młodych i nieco starszych adeptów tego sportu. Ciekawe okolice – tereny leśne i łąki – sprzyjają rozwojowi turystyki rowerowej i pieszej. Ok. 0,2 km od wsi, na brzegu zalewu utworzono rezerwat „Białodrzew Kopicki”. 
Przez wieś prowadzi znakowany  zielony turystyczny Szlak Stepnicki (Stepnica → Wolin) oraz zielony  Międzynarodowy szlak rowerowy wokół Zalewu Szczecińskiego R-66.

## Przynależność polityczno-administracyjna
|                   | Okres        | Jednostki podziału terytorialnego                                                         |
| ----------------- | ------------ | ----------------------------------------------------------------------------------------- |
| Związek Niemiecki | 1815–1866    | Związek Niemiecki, Królestwo Prus, prowincja Pomorze                                      |
|                   | 1866–1871    | Związek Północnoniemiecki, Królestwo Prus, prowincja Pomorze                              |
|                   | 1871–1918    | Cesarstwo Niemieckie, Królestwo Prus, prowincja Pomorze                                   |
|                   | 1919–1933    | Rzesza Niemiecka (Republika Weimarska), kraj związkowy Prusy, prowincja Pomorze           |
| III Rzesza        | 1933–1945    | III Rzesza, prowincja Pomorze                                                             |
| Polska            | 1945 - 1950  | Rzeczpospolita Polska (Polska Ludowa), województwo szczecińskie                           |
| Polska            | 1950 - 1957  | Rzeczpospolita Polska (Polska Ludowa), województwo szczecińskie                           |
| Polska            | 1957 - 1975  | Polska Rzeczpospolita Ludowa, województwo szczecińskie                                    |
| Polska            | 1975 - 1989  | Polska Rzeczpospolita Ludowa, województwo szczecińskie                                    |
| Polska            | 1989 - 1998  | Rzeczpospolita Polska, województwo szczecińskie, gmina Stepnica                           |
| Polska            | 1999 - teraz | Rzeczpospolita Polska, województwo zachodniopomorskie, powiat goleniowski, gmina Stepnica |